# Armand Colin
Pour les articles homonymes, voir Colin.
Armand Colin est une maison d'édition française créée en 1870 par Auguste Armand Colin et qui devient rapidement une référence dans le monde de l'enseignement jusqu'au début du XXIe siècle, devenu un département des Éditions Dunod.

## Historique
Armand Auguste Colin, né le 31 août 1842 à Tonnerre d'un père libraire, après dix ans passés sur les routes de France comme jeune commis-représentant pour les éditeurs Firmin Didot et Delagrave, s'installe dans le Quartier latin où il poursuit ses études au lycée Sainte-Barbe et au lycée Saint-Louis.
Il s'associe avec Louis Le Corbeiller ; le duo se consacre à l'édition de manuels pour écoles primaires dans un style proche de la langue orale avec beaucoup d'illustrations. La Première Année de grammaire, parue en 1871, atteint en au moins sept ans le million d'exemplaires. Pour la rédaction de ses livres scolaires, la maison s'adresse à des universitaires qui comme elle défendent les valeurs de la république tel Ernest Lavisse pour le cours d'histoire (édité de 1876 à 1950), Paul Bert pour les sciences naturelles, Pierre Leyssenne pour les mathématiques, Pierre Foncin pour les cours de géographie et le premier atlas scolaires. En collaboration avec le géographe Paul Vidal de La Blache, elle édite également des cartes murales.
Armand Colin utilise les lois scolaires de Jules Ferry pour développer sa maison d'édition et s'installe en 1877 au 5 rue de Mézières, à côté de la mairie du 6e arrondissement, puis, en 1913, déménage au 103 boulevard Saint Michel. En 1880, il édite des travaux destinés aux étudiants de l'enseignement supérieur comme les vingt-sept volumes de l'histoire de France d'Ernest Lavisse. En 1881, toujours fidèle à l'esprit républicain, il adresse un legs à la ville de Tonnerre pour récompenser les élèves élus comme les meilleurs camarades et non les plus brillants. C'est sous sa direction qu'est lancé Le Petit Français illustré (1889-1905), un périodique destiné à la jeunesse. En mars 1897, le poème Un coup de dés jamais n'abolira le hasard de Stéphane Mallarmé est publié dans la revue Cosmopolis, revue internationale publiée par Armand Colin, mais destinée aux adultes.
Armand Colin meurt le 18 juin 1900. Louis Le Corbeiller (mort en 1921), Henri Bourrelier, son gendre, Max Leclerc, gendre d'Armand Colin, reprennent la direction. En août 1913, le siège social déménage au 103 boulevard Saint-Michel près de la Sorbonne dans un immeuble qui porte encore de nos jours la marque de l'éditeur.
Entré comme gérant en 1929, René Philippon prend la direction en 1932 ; il devient président du Cercle de la Librairie. En 1956, Jacques-Max Leclerc, petit-fils d'Armand Colin, meurt.
Par la suite, la maison d'édition s'est largement diversifiée. En 1971, elle fonde une filiale commune avec l'éditeur britannique Longman. L'année suivante, meurt René Philippon.
Depuis les années 1970, Armand Colin est revenue à son domaine d'origine : le milieu universitaire, avec la création de la collection « U » créée en 1968, puis dans les années 1980, la collection « Cursus » (1988) ou encore la collection « 128 ». Parallèlement, elle développe un grand nombre de publications à destination du grand public éclairé, en histoire ou en science politique.
Rachetée par les éditions Masson en mars 1987, puis intégrée en 1994 aux Presses de la Cité, elle est cédée à Hachette Livre lors de la cession de Vivendi Universal Publishing et fusionne avec Larousse. En 2014, la maison qui partageait ses locaux avec Larousse déménage dans ceux de Dunod et fusionne avec celle-ci.

## Direction
- 1870-1900 : Armand Auguste Colin
- 1900-1932 : Max Leclerc
- 1932-1956 : René Philippon, Jacques Leclerc
- 1956-1987 : Jean-Max Leclerc, Dominique Leclerc
- 1988-1992 : Jean-Max Leclerc, Jérôme Talamon (fusion avec les Éditions Masson)
- 1994-2004 : rachat par le Groupe de la Cité, devenu Vivendi, puis revente à Hachette Livre
- 2008-2013 : Jean-Christophe Tamisier
- depuis 2013 : Philippe Clémençot